# Sophie Weguelin
Sophie Weguelin (Lymington, 14 de marzo de 1989) es una deportista británica que compite en vela en las clases 470 y 49er FX.
Ganó una medalla de bronce en el Campeonato Mundial de 49er de 2018 y una medalla de bronce en el Campeonato Europeo de 49er de 2018. También obtuvo tres medallas en el Campeonato Europeo de 470 entre los años 2012 y 2015.

## Palmarés internacional
| Campeonato Europeo | Campeonato Europeo  | Campeonato Europeo | Campeonato Europeo |
| Año                | Lugar               | Medalla            | Clase              |
| ------------------ | ------------------- | ------------------ | ------------------ |
| 2012               | Largs (Reino Unido) | Medalla de oro     | 470                |
| 2013               | Formia (Italia)     | Medalla de bronce  | 470                |
| 2015               | Aarhus (Dinamarca)  | Medalla de bronce  | 470                |

| Campeonato Mundial | Campeonato Mundial | Campeonato Mundial | Campeonato Mundial |
| Año                | Lugar              | Medalla            | Clase              |
| ------------------ | ------------------ | ------------------ | ------------------ |
| 2018               | Aarhus (Dinamarca) | Medalla de bronce  | 49er FX            |
| Campeonato Europeo |                    |                    |                    |
| Año                | Lugar              | Medalla            | Clase              |
| 2018               | Gdynia (Polonia)   | Medalla de bronce  | 49er FX            |